# ماردیهانسو
ماردیهانسو (به لاتین: Mardihansu) یک منطقهٔ مسکونی در استونی است که در شهرستان هیو واقع شده‌است.